# Station Willesden Junction
Willesden Junction is een station van London Overground en de metro van Londen aan de Bakerloo line. Het spoorwegstation dat in 1866 is geopend ligt in de gemeente Harlesden. In 1915 begon de dienstregeling op de Bakerloo line. London Overground gebruikt het station voor drie lijnen, de North London Line, de West London Line en de Watford DC Line.

## Geschiedenis
Het eerste deel van het station werd in 1866 geopend en daarna werd het station stapsgewijs uitgebreid. In 1896 telde het station 271 personeelsleden, waaronder 79 dragers, 58 treindienstleiders (in 14 seinhuizen) en 58 rangeerders en werfvoormannen. Ze gaven in 1896 1.006.886 kaartjes uit, een stijging van 530.300 sinds 1886. Velen van hen waren gehuisvest in wat nu een monumentale woonwijk rond Old Oak Lane is. Deze wijk werd gebouwd door de London & North Western Railway (LNWR) in 1889 met een instituut, een leeszaal en een kerk.
De sporen werden vanaf de zuidkant genummerd te beginnen met de Kensington-route, gevolgd door de hooggelegen perrons en vervolgens de DC-lijn perrons die dus de hoogste nummers hadden. Na de verbouwing van 1962 werden de sporen hernummerd van noord naar zuid.

### Bouwdeel 1
Het station aan de West Coast Main Line (WCML) werd op 1 september 1866 geopend door de LNWR ter vervanging van het Station Willesden van de London and Birmingham Railway uit 1841, dat ongeveer 800 meter westelijker op de locatie van Harlesden stond. De reizigersdiensten in dit deel werden in 1962 beëindigd toen de perrons werden verwijderd om een grotere boogstraal mogelijk te maken in samenhang met de elektrificatie van de WCML. Er zijn geen perrons meer aan de West Coast Main Line, die van het lage stationsdeel (bouwdeel 3) wordt gescheiden door de toegangsweg naar Willesden Depot, dat direct ten zuidoosten van het station ligt.

### Bouwdeel 2
Het tweede deel van het station werd in 1869 geopend door de North London Railway voor de twee sporen van/naar Richmond enige tijd later gevolgd door twee toegevoegde sporen van/naar Shepherds Bush, beide kruisten de WCML vrijwel haaks en dit deel ligt dan ook op een talud boven de WCML. In 1894 werd een nieuw, gecombineerd station op de spoordijk gebouwd, met een eilandperron en een derde korter perron voor de diensten van/naar Earls Court. In 1897 passeerden dagelijks 199 reizigers- en 47 goederentreinen bouwdeel 2. In 1956 werd bouwdeel 2 herbouwd met een eilandperron tussen de sporen 4 en 5 die ongeveer even hoog liggen als de Old Oak Lane aan de westkant van het station.  
Beide perrons zijn verlengd tot op de bruggen over de Watford DC Line om plaats te bieden aan 4-baks treinstellen van de class 378. Het derde perron voor de diensten van/naar Earls Court is opgebroken. Tussen de sporen aan de noordkant van het eilandperron ligt sinds 2011 een kopspoor waar treinen kunnen keren. Verder naar het oosten liggen overloopwissels die voordien werden gebruikt door kerende treinen. Deze wissels werden in de late jaren 90 gebouwd om posttreinen in staat te stellen om het Royal Mail sorteercentrum in Stonebridge Park te bereiken.

### Bouwdeel 3
Het derde bouwdeel werd aan de noordkant op maaiveldniveau toegevoegd in verband met de aanleg van de Watford DC Line. Deze “New Line” werd door de LNWR aangelegd om het voorstadsverkeer tussen Watford en Euston op eigen sporen af te handelen. Deze lijn werd tussen 1910 en 1912 gebouwd en werd van meet af aan geëlektrificeerd met gelijkstroom, DC in het Engels. Het eilandperron heeft een U-vorm met twee kopsporen in het midden aan de stadszijde en twee sporen aan de buitenkant voor de doorgaande diensten naar Watford. De perrons waren oorspronkelijk lang genoeg voor metrostellen met vier bakken die in de daluren werden ingezet. In de jaren 1960 werden ze echter ingekort toen een nieuw toiletgebouw werd geplaatst. De instroom van treinstellen Class 378 rond 2009 was aanleiding om de perrongebouwen te reconstrueren en de perrons te verlengen om de afhandeling van vijf baks treinstellen mogelijk te maken.

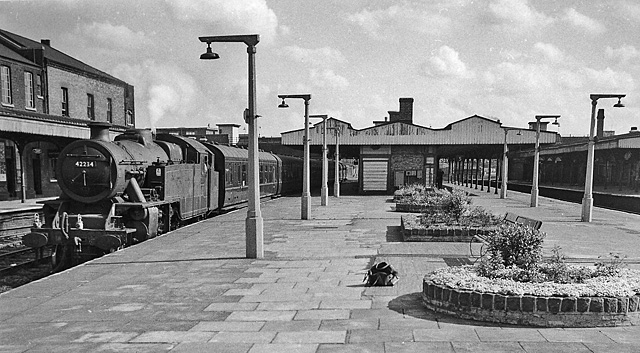
Bouwdeel 1 op 29 september 1962 voor de elektrificatie van de WCML.
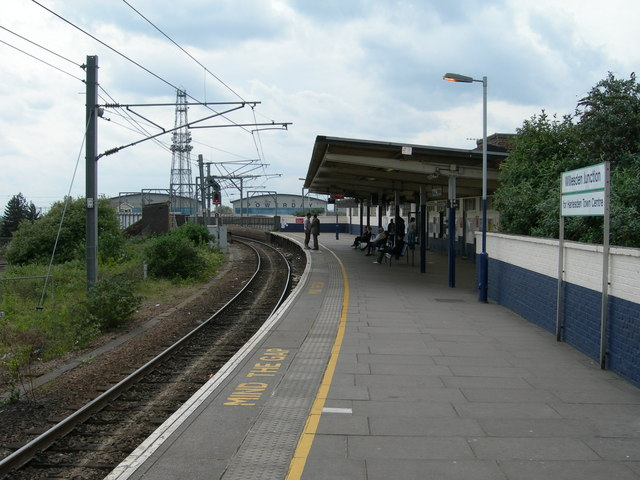
Bouwdeel 2, het eilandperron op het talud gezien uit het noorden.
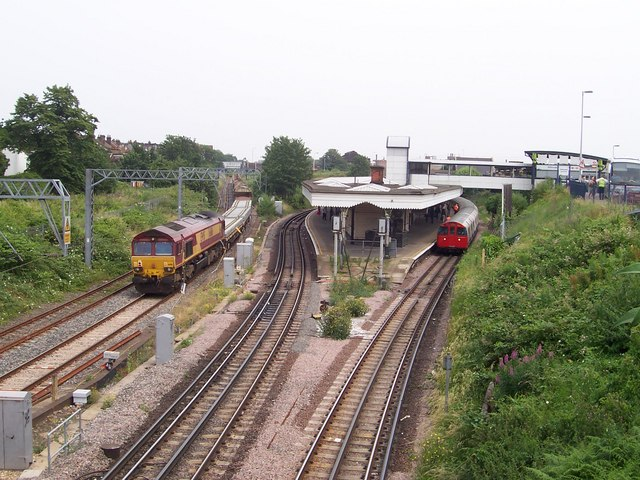
Bouwdeel 3, met links een goederentrein op de sporen van Royal Mail.

### Depot
De LNWR opende in 1873 een groot locomotievendepot op een terrein aan de zuidkant van de hoofdlijn ten westen van het station, in 1898 werd dit depot vergroot. Het stoomdepot had de loodscode 1A en was een belangrijk depot voor voornamelijk goederenlocomotieven die werden gebruikt op de West Coast Main Line en voor voorstedelijke passagiersdiensten vanuit Euston.
De London Midland and Scottish Railway opende in 1929 een extra locomotiefloods op het terrein. Beide gebouwen werden gesloopt toen het depot in 1965 door British Railways werd gesloten om plaats te maken voor een containeroverslag. Het onderhoud van locomotieven en treinstellen wordt sindsdien uitgevoerd door de werkplaats Willesden TMD aan de oostkant van het station.

### Goederenoverslag
In augustus 1967 werd de containeroverslag geopend. Het werd gebouwd op de 18 hectare van het gesloten locomotievendepot ten zuiden van de geëlektrificeerde sporen van de WCML. De overslag  werd geopend door John Morris, parlementair secretaris van het ministerie van Transport. De terminal had de capaciteit om 2.000 containers per week te verwerken.

## Ligging en inrichting
Het lage deel (bouwdeel 3) is een Edwardiaans eilandperron, met de sporen 1 en 3 als doorgaande sporen aan de buitenkant. De spoorbak voor de kopsporen heeft nog een spoor (spoor 2) aan de noordzijde. De perrons zijn via een loopbrug verbonden met het stationsgebouw en aan de oostkant met vastetrappen en een loopbrug naar het hoge deel. In oktober 2014 werd de DC-lijn tijdelijk gesloten tussen Wembley Central en Queens Park, naar verluidt door Network Rail (London Overground) om spoor 2 om te bouwen tot doorgaand spoor. De meeste oorspronkelijke en latere perrongebouwen werden gesloopt toen spoor 2 werd verlengd ter voorbereiding op langere Class 378 treinstellen en de voorziening van een nieuwe voetgangersbrug en lift in 1999.
Spoor 1 en 3 worden sinds 10 mei 1915 gebruikt door de Bakerloo line en London Overground-diensten tussen Euston en Watford Junction. Tot mei 2008 reden de metro's van de Bakerloo line die in het depot van Stonebridge Park moesten keren leeg vanaf Willesden Junction, hoewel de reizigers naar de stad al vanaf Stonebridge Park konden instappen. Deze onevenwichtigheid ontstond toen er geen personeel van de Londense metro buiten Willesden Junction was om toezicht te houden op de uitstappende reizigers, maar dit veranderde nadat de Underground in november 2007 de bemensing van de stations op de lijn, waaronder Stonebridge Park, van Silverlink overnam, en reizigers kunnen sindsdien meerijden tot Stonebridge Park. In de normale dienst gebruiken de eerste en laatste rit van de North London Line (NLL) het kopspoor dat verder alleen gebruikt wordt voor materieel uitwisseling tussen het depot en de NLL respectievelijk Gospel Oak naar Barking Line. De sporen 4 en 5 liggen in het hoge deel en worden gebruikt door de North London Line en West London Line. Sinds 2011 kunnen de ritten van de West London Line keren op een kopspoor ten noorden van het perron. Op de stationsborden op de perrons staat onder het Overgroundlogo: "Alight for Harlesden town centre" (Uitstappen voor Harlesden Centrum).

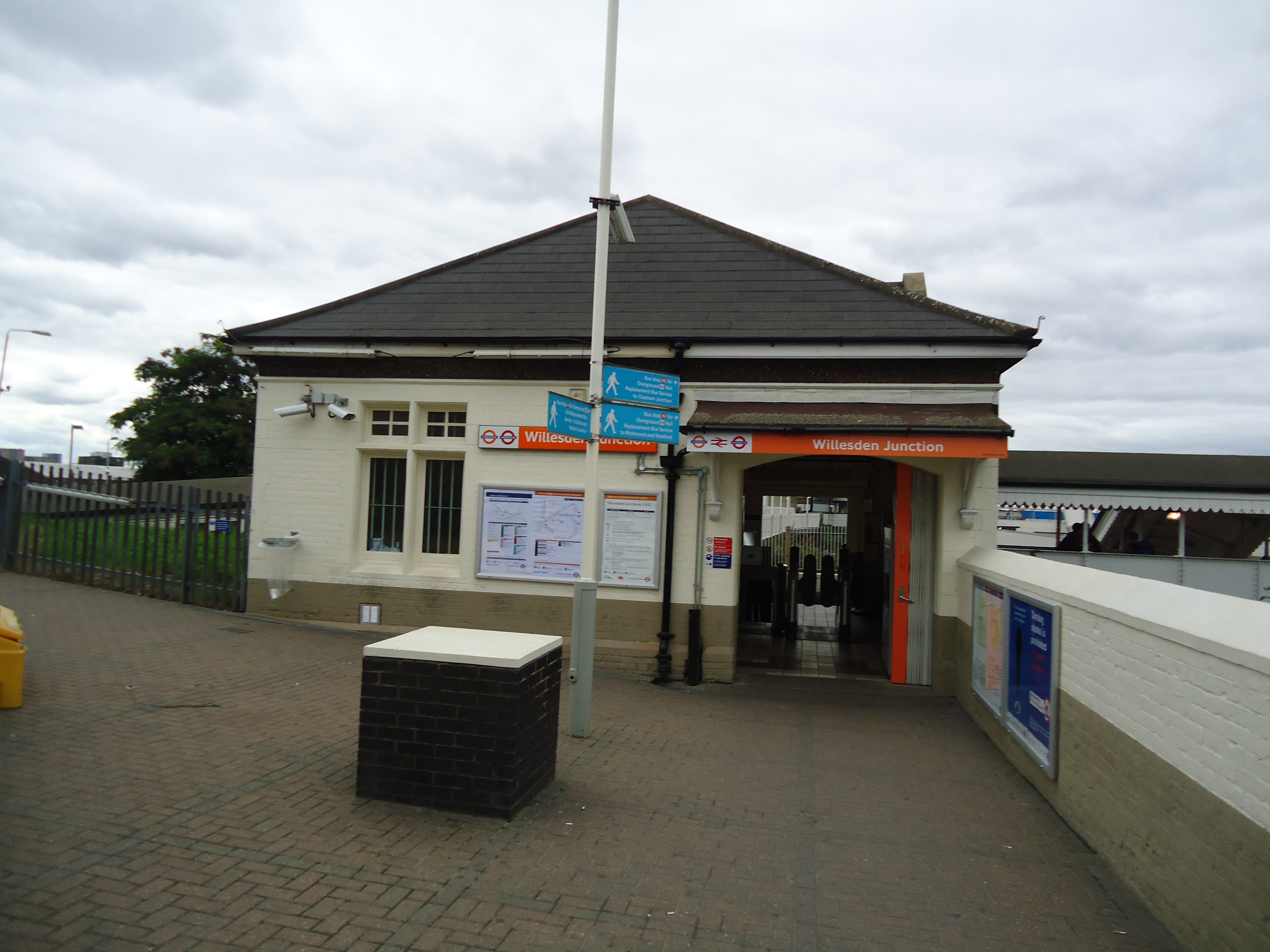
Het stationsgebouw van bouwdeel 2
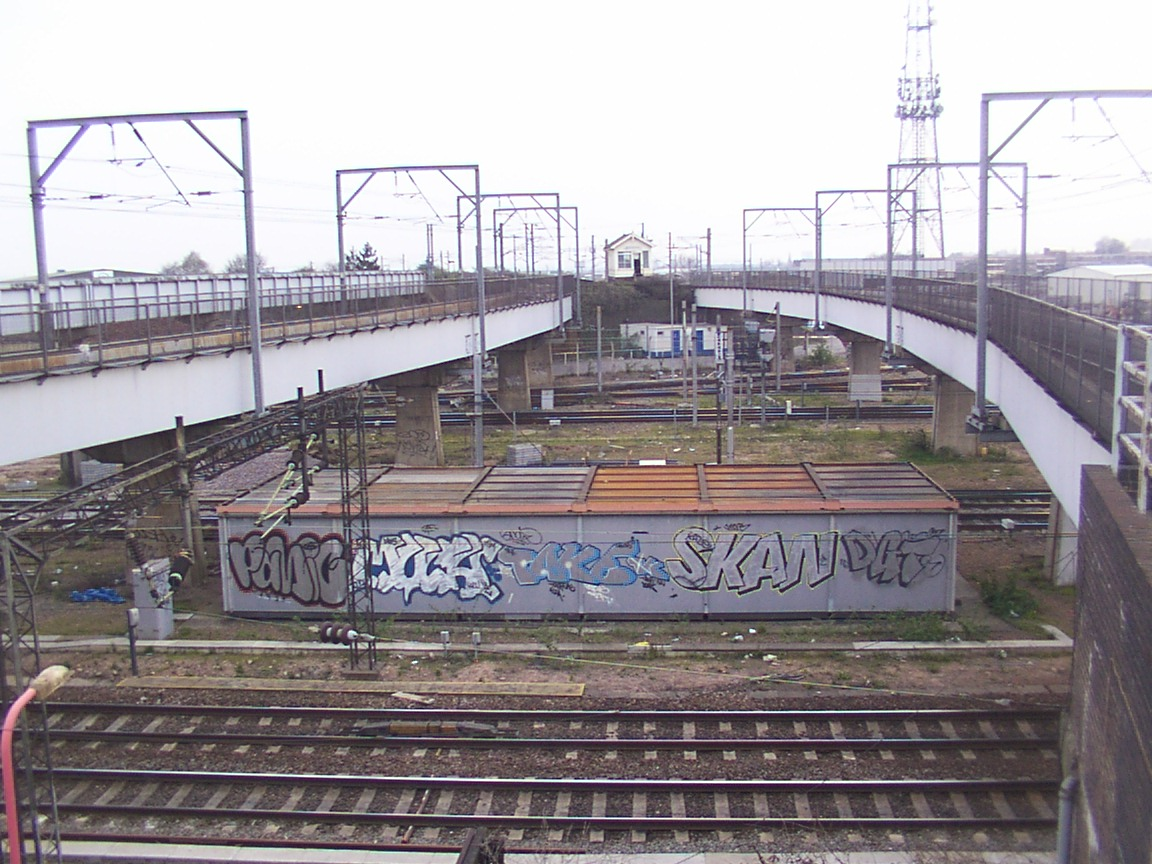
De bruggen over de WCML ten zuiden van het station
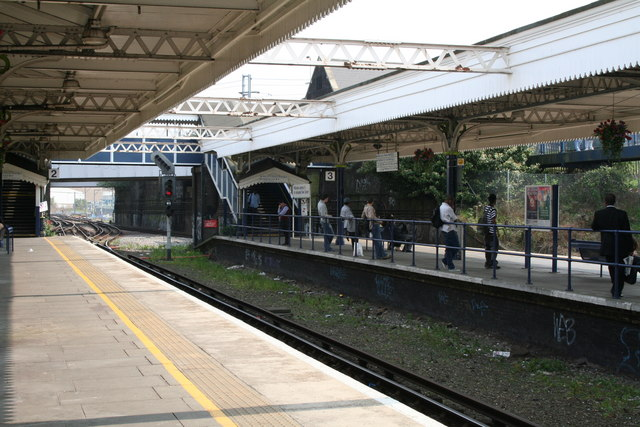
Het overgebleven kopspoor

## Ongevallen en incidenten
- In juli 1858 kwam een machinist - William Pine - om het leven toen twee treinen in het station op elkaar botsten. De trein van Londen naar Rugby werd omgeleid naar de Kew-lijn en raakte de trein waarin William Pine reed. Een wisselwachter die op het station werkte - Henry Lamb - dook vervolgens onder. Hij werd een maand later in Hereford door de politie aangehouden als verdachte van doodslag. De rechtszaak volgde in oktober 1858 bij het Centraal Strafhof, hierin werd Lamb niet schuldig bevonden.
- Op 31 mei 1873 werd een verminkt lichaam van een man gevonden op het spoor bij het station. Het slachtoffer was aangereden door de Irish Mail-trein toen deze van Londen naar Rugby reed.
- In de ochtend van zaterdag 4 april 1874 brak er brand uit in de kaartverkoop van de Kew- en Richmond-lijn (bouwdeel 2). De brand verwoestte de stationshal en de aangrenzende kamers en dreigde op een gegeven moment over te slaan op de rest van het station. Door de brand lag lag het treinverkeer stil.
- Op 11 november 1879 botste een reizigerstrein op een goederentrein, er raakte niemand gewond. Uit onderzoek bleek dat het ongeval was veroorzaakt door een foute seinstand.
- In september 1880 kwam een jong kind om het leven toen hij op een rijdende trein probeerde te stappen, maar op het spoor viel en werd verpletterd.
- Op de avond van 6 april 1892 werd het lichaam van een vrouw ontdekt in het damestoilet. De portiers van het station waren het station aan het sluiten toen het lichaam in een afgesloten kast werd gevonden. Het slachtoffer was overleden aan scheerwonden in de nek. Het onderzoek stelde later vast dat ze zelfmoord had gepleegd.
- Op 22 juni 1895 brak de as van de sneltrein van Londen naar Schotland bij het verlaten van het station, waardoor de lijn werd geblokkeerd. Bij het incident raakte niemand gewond.
- In juli 1903 probeerde een arbeider - John Pearson - zelfmoord te plegen op het station door zich onder een naderende locomotief te werpen, Hij viel tussen de rails en de locomotief reed over hem heen, waardoor hij slechts lichte blauwe plekken opliep. Later werd hij door de west-Londense politierechtbank aangeklaagd voor poging tot zelfmoord. Een arts verklaarde hem krankzinnig en de magistraat beval zijn detentie in de ziekenboeg van het plaatselijke armenhuis.
- In augustus 1903 overleed een predikant – ds. W. Horn – in de wachtkamer van het station. Hij zakte in elkaar nadat hij rende om een trein te halen.
- Op 11 november 1907 reed de LNWR trein uit Mansion House tegen een stilstaande locomotief van de NLL, hierbij raakten vier personeelsleden gewond.
- In maart 1908 struikelde een jonge kaartcontroleur die op het station werkte toen hij het spoor overstak. Zijn been kwam onder een passerende trein en werd vervolgens geamputeerd.
- Op 5 december 1910 kwam een reizigerstrein op het station in botsing met een ander. Vijf mensen kwamen om het leven en meer dan 40 raakten gewond. Het ongeval was te wijten aan een foute seinstand.
- Een oudere vrouw met dementie en geheugenverlies werd ontdekt op een lege treinwagon. De trein was op 6 augustus 1913 om middernacht uit Liverpool aangekomen. De vrouw gaf een vals adres op, had geen geld en was niet in het bezit van een kaartje. De vrouw werd overgebracht naar de ziekenboeg van het armenhuis in Willesden. In de ziekenboeg had de vrouw moeite met communiceren.
- In januari 1916 kwam Alfred Charles Norgrove, 21 jaar oud, om het leven toen hij per ongeluk werd geraakt door de voetplaat van een rijdende trein. Hij was werkzaam als stoker bij de L. & N. W Railway Company in Willesden Junction. Hij werkte bij de landmacht, maar was tijdelijk ontslagen vanwege een zware verkoudheid en wachtte om weer opgeroepen te worden.
- Op 20 maart 1920 moest de Manchester express noodgedwongen stoppen op het station toen een jongeman op de buffer van het laatste rijtuig bleek te liggen. De man werd later geïdentificeerd als een soldaat - Henry Marshall, 16 jaar oud - die ongeoorloofd afwezig was. Marshall werd later overgedragen aan een militaire escorte.
- In augustus 1923 sloeg een voertuig met 50 kinderen over de kop toen het het station naderde. De kinderen stonden op het punt om per trein naar landelijk gebied te reizen. Zeven kinderen en hun leraar werden vervolgens opgenomen in het Park Royal Hospital.
- Een jongeman - William Webb - werd schuldig bevonden aan rondhangen op het station in december 1928. Bij zijn arrestatie was hij in het bezit van 29 wedbriefjes. en 41 coupons voor voetbalweddenschappen. Kort daarvoor het spoorwegpersoneel gezien dat hij weddenschappen aanging op het station.
- In juni 1936 kwam een reiziger in de eerste klas om het leven en raakten vier andere reizigers gewond net ten noorden van het station toen een trein van de LMS, op weg naar Watford, werd geraakt door een stuk materieel dat uit de melktrein naar Euston stak.
- Op 16 maart 1940 werden passagiers gedwongen om 150 meter naar het station te lopen, toen hun trein uit Clapham Junction van de LMS in de buurt van het station ontspoorde.
- Twee rangeerders die op Willesden Junction werkten, werden in april 1941 beboet voor het stelen van goederen tijdens het transport op het spoor.
- Op 22 april 1949 probeerden twee dieven het loon van het stationspersoneel te stelen. De overvallers, die gewapend waren met wapenstokken, vielen spoorwegkassier Nigel Woolsley en John White, een arbeider die hem vergezelde, aan terwijl ze langs dhet spoor liepen. De dieven sloegen Woolsley en pakten de loonzak met daarin 1.250 pond. Woolsley pakte de ene bandiet aan en kreeg de tas terug terwijl White de andere overvaller bevocht. Beide dieven sloegen op de vlucht. Nadat Woolsley eerste hulp had gekregen werden de lonen alsnog uitbetaald.
- Op 6 augustus 1952 in de avond veroorzaakte een hevige storm een overstroming waardoor de metro niet verder kon rijden. Een metrostel van de Bakerloo line met meer dan zeshonderd reizigers kwam vast te zitten in een uitgraving bij het station. Na vier uur konden de inzittenden worden gered door de lokale brandweer.
- In augustus 1956 was Willesden Junction een van de zeven stations waar British Rail de activiteiten van treinspotters verbood. British Rail uitte zijn bezorgdheid over het weerbarstige gedrag van treinspotters en de overlast die zij veroorzaakten voor vaste reizigers. Het verbod bleek uiterst impopulair en werd snel opgeheven.
- Op 11 december 1967 werd een groot alarm geslagen toen twee wagons met £ 20 miljoen aan contanten los raakten van de locomotief waardoor het geld op het station strandde. Politie en spoorwegbeambten legden twee uur lang een cordon rond de wagons in afwachting van een nieuwe locomotief om het geld naar het noorden te vervoeren.
- In juli 1969 reed een lege trein, die naar Euston reed om schoongemaakt te worden, achterop de trein uit Bletchley waarvan drie rijtuigen ontspoorden. Een elektriciteitsmast in de buurt van het station viel om en treinen tussen Londen en de Midlands liepen grote vertraging op. Er raakten geen reizigers gewond, maar de twee bestuurders en een conducteur raakten lichtgewond en werden naar het ziekenhuis gebracht.
- In maart 1971 ontspoorde net buiten het station een ketelwagen met 75 ton paraffine. Dit gebeurde tijdens de rit over de brug bij het hoge vlakke deel van het station. De ontsporing zorgde voor lange vertragingen op de lijn tussen Broad Street en Richmond.
- Op 6 oktober 1986 om 17:00 uur botste een treinstel Class 313 op de achterkant van een stilstaand metrostel van de Bakerloo line op het spoor naar het oosten ten oosten van het station tussen het viaduct van Scrubbs Lane en de Kensal Green-tunnel (de locatie werd officieel omschreven als "Kensal Green"). 23 van de 25 passagiers raakten gewond, op één na werden ze dezelfde avond allemaal uit het ziekenhuis ontslagen.
- Op 14 september 1990 werd een forensentrein van de North London Line vanuit Richmond per ongeluk op het goederenspoor naar Willesden Junction geleid. Een seinhuiswachter man had een verkeerde rijweg ingesteld waardoor de trein de verkeerde lijn opging. De goederenlijn was niet geëlektrificeerd en de reizigerstrein stopte vrijwel onmiddellijk. Er raakte niemand gewond.

## Reizigersdienst

### Overground
London Overground-diensten worden uitgevoerd door Class 378 Capitalstar-eenheden op de lijnen Noord-Londen en West-Londen en Klasse 710 Aventra-eenheden op de Watford DC-lijn. De normale dienstregeling tijdens de daluren omvat:
- 4 treinen per uur in noordelijke richting naar Watford Junction.
- 4 treinen per uur in zuidelijke richting naar Euston.
- 4 treinen per uur westwaarts naar Richmond.
- 6 treinen per uur oostwaarts naar Stratford (4 van Richmond, 2 van Clapham Junction).
- 4 treinen per uur in zuidelijke richting naar Clapham Junction.

### Underground
London Underground is geclassificeerd als een open access operator tussen de Queens Park Junction en Harrow & Wealdstone met LU die individuele rijpaden op de Watford DC-lijn koopt van Network Rail. De normale dienst tijdens de daluren van de metro omvar :
- 6 ritten per uur tussen Elephant & Castle en Harrow & Wealdstone.
- 3 ritten per uur tussen Elephant & Castle en Stonebridge Park.

### National Rail
Southern Railway onderhoudt diensten tussen Milton Keynes Central / Watford Junction en de South Croydon / East Croydon, en de London Northwestern Railway onderhoudt stoptreinen tussen London Euston en Tring. Omdat in 1962 de perrons langs de WCML zijn verwijderd rijden deze treindiensten het station zonder stoppen voorbij. Er ligt echter een plan om weer treindiensten bij Willesden Junction te laten stoppen. Een studie in 2017 stelt voor om perrons langs de sporen voor stoptreinen te bouwen ten behoeve van de bestaande diensten van London Northwestern Railway en Southern.
Harrow & Wealdstone ·
Kenton ·
South Kenton ·
North Wembley ·
Wembley Central ·
Stonebridge park ·
Harlesden ·
Willesden Junction ·
Kensal Green ·
Queen's Park ·
Kilburn Park ·
Maida Vale ·
Warwick Avenue ·
Paddington ·
Edgware Road ·
Marylebone ·
Baker Street ·
Regent's Park ·
Oxford Circus ·
Piccadilly Circus ·
Charing Cross ·
Embankment ·
Waterloo ·
Lambeth North ·
Elephant & Castle
Station London Euston · South Hampstead · Kilburn High Road · Queen's Park · Kensal Green · Willesden Junction · Harlesden · Stonebridge Park · Wembley Central · North Wembley · South Kenton · Kenton · Harrow & Wealdstone · Headstone Lane · Hatch End · Carpenders Park · Bushey · Watford High Street · Watford Junction
Richmond · Kew Gardens · Gunnersbury · South Acton · Acton Central · Willesden Junction · Kensal Rise · Brondesbury Park · Brondesbury · West Hampstead · Finchley Road & Frognal · Hampstead Heath · Gospel Oak · Kentish Town West · Camden Road · Caledonian Road & Barnsbury · Highbury & Islington · Canonbury · Dalston Kingsland · Hackney Central · Homerton · Hackney Wick · Stratford
Willesden Junction · Shepherd's Bush · Kensington (Olympia) · West Brompton · Imperial Wharf · Clapham Junction